# Darminfectie
Een darminfectie is de verzamelnaam voor alle infecties die betrekking hebben op het maag-darmkanaal. Het kan veroorzaakt worden door bacteriën, parasieten of virussen, maar ook door voedselbestanddelen zonder dat sprake is van besmetting. Vaak is sprake van maagpijn, diarree en braken. Gewoonlijk begint het acuut en duurt meestal niet langer dan 10 dagen. Diverse namen passen bij de verschillende vormen van darminfectie (buikloop, buikgriep, dat overigens niets met influenza te maken heeft).